# Chilanga Cement

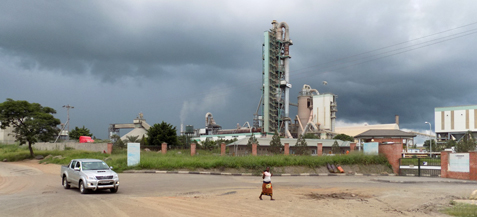
Chilanga Cement, Chilanga

Chilanga Cement ist eine Aktiengesellschaft in Sambia in Chilanga wenige Kilometer südlich von Lusaka.

## Geschichte
Das Unternehmen wurde 1949 von der Regierung Nordrhodesiens und der Commonwealth Development Corporation gegründet. In den 1950er Jahren wurden Aktien dieses Unternehmens an Anglo American und Premier Portland Cement verkauft. Bis 1957 war das Unternehmen völlig privatisiert. 1973 wurde es wieder verstaatlicht, als die sambische Regierung die Aktienmehrheit erwarb. 1994 wurde es das erste sambische Staatsunternehmen, das wieder privatisiert wurde, indem die Commonwealth Development Corporation ihren Anteil auf 50 Prozent erhöhte und die Aufsichtsratsposten für sich verlangte. Die übrigen Anteile Sambias wurden 1995 angeboten. So wurde Cilanga Cement das erste sambische Unternehmen, das an der Börse Lusaka Stock Exchange gehandelt wurde.

## Unternehmen
Das Kerngeschäft von Chilanga Cement ist die Herstellung von Zement und Zementprodukte wie Klinkersteine, Platten usw. Sie produziert in Chilanga mit 226 Beschäftigten und in Ndola mit 215 Beschäftigten. Die Zahl der Beschäftigten insgesamt, also landesweit wird für 2006 mit 850 angegeben. Ihr Umsatz lag 2002 bei US-Dollar 15,1 Millionen. Ihr größter Kunde ist die Zambia Consolidated Copper Mines. Die wichtigsten Exportmärkte sind Burundi, Demokratische Republik Kongo, Malawi, Simbabwe, Tansania. Die Produktionskapazitäten gelten im Jahr 2006 mit fast 350.000 t als ausgelastet und somit erschöpft. Chilanga Cement ist der einzige Zementproduzent in Sambia. Im November 2006 legte der Präsident Levy Mwanawasa den Grundstein für ein neues Werk in Lusaka, durch das die Gesamtproduktion 600.000 t pro Jahr erreichen soll. Diese Investition beläuft sich auf US-Dollar 100 Mio.
Seit 2003 ist Chilanga Cement Mitglied der Lafarge Group, deren Sitz in Paris ist und die in 54 Ländern Produktionsstätten für Zement, Gips, Zementprodukte betreibt. Lafarge hat von Commonwealth Development Corporation eine ganze Holding mit Zementwerksanteilen in Afrika, die Pan African Cement übernommen, die Aktien von Chilanga Cement in Sambia (84,5 Prozent), Mbeya Cement in Tansania und Portland Cement in Malawi besitzt.